# Barskär (Geta, Åland)
Barskär är en holme i Geta kommun på Åland (Finland). Den ligger i Skärgårdshavet och i kommunen Geta i landskapet Åland, i den sydvästra delen av landet. Ön ligger omkring 27 kilometer norr om Mariehamn och omkring 280 kilometer väster om Helsingfors. Nordväst om Barskär ligger Bankholmen.
Öns area är 5,7 hektar och dess största längd är 360 meter i nord-sydlig riktning.
Terrängen på Barskär är låglänt och skogig med inslag av kala berghällar. Stränderna är till stor del omgärdade av vass, i synnerhet i sundet öster om Barskär som är igenväxt av vass.